# Nadwoizy
Nadwoizy (russisch Надвоицы, alte Schreibung Надвойцы, finnisch Vojatšu) ist eine Siedlung städtischen Typs in Nordwestrussland mit 8372 Einwohnern (Stand 14. Oktober 2010). Sie gehört zur Republik Karelien.

## Geografie
Nadwoizy befindet sich an den nördlichen Ufern des Sees Wygosero. Durch die Siedlung verläuft hier der Weißmeer-Ostsee-Kanal, welcher den Onegasee mit dem Weißen Meer verbindet. Der Niedere Wyg als Teil des Kanals besitzt nahe Nadwoizy viele Stromschnellen und kleine Wasserfälle, von denen der bekannteste, der Woizki-Wasserfall (Воицкий падун), vier Meter hoch ist. Nadwoizy gehört administrativ zum Rajon Segescha, dessen Verwaltungszentrum Segescha sich etwa 15 Kilometer südlich von Nadwoizy befindet. 

## Geschichte
Bereits im 16. Jahrhundert befand sich auf dem Gebiet der heutigen Siedlung das Dorf Woizy (Воицы). In den Jahren 1742 bis 1783 wurde nahe dem Dorfe die Woizy-Mine betrieben, in welcher zum ersten Mal Gold auf dem Territorium Russlands gefunden wurde. Neben Gold wurde in der Mine  auch Kupfer abgebaut.
Im Zuge des Ersten Weltkrieges wurde 1916 durch den Ort die Murmanbahn gebaut. Die Bahnstrecke verlief zu dieser Zeit von Petrosawodsk nach Kola und hatte die Aufgabe, die ganzjährige Versorgung Russlands mit alliierten Rüstungsgütern zu sichern.
Zwischen 1929 und 1930 wurde in Nadwoizy der Weißmeer-Ostsee Kanal errichtet. Für den Bau wurden Zwangsarbeiter aus dem Solowezki-Lager zur besonderer Verwendung (später Teil des Weißmeer-Ostsee-Lagers) eingesetzt. Von 1933 und 1935 war Nadwoizy Verwaltungszentrum für das Weißmeer-Ostsee-Lager, in welchem zeitweise bis zu 108.000 Personen inhaftiert waren. Die Arbeiter dieses Lagers wurden unter anderem für den Betrieb des Weißmeer-Ostsee-Kanals, die Erschließung des Umlands sowie die Holzgewinnung eingesetzt.
1942 erhielt Nadwoizy den Status einer Siedlung städtischen Typs. Im Jahr 1954 wurde in Nadwoizy ein Aluminiumwerk gebaut, das Alaunerde aus der Oblast Leningrad nutzte. Das Nadwoizki-Aluminiumwerk (Надвоицкий алюминиевый завод) gehört heute zu RUSAL und ist nach wie vor einer der wichtigsten Arbeitgeber des Ortes.
Der heutige Name des Ortes leitet sich vom russischen Wort nad (над, deutsch: über) und Woiz beziehungsweise Woizki-Wasserfall (Woizki padun) ab.

## Bevölkerungsentwicklung
Die folgende Übersicht zeigt die Entwicklung der Einwohnerzahlen von Nadwoizy.
| Jahr | Einwohner |
| ---- | --------- |
| 1959 | 10.503    |
| 1970 | 10.973    |
| 1979 | 10.655    |
| 1989 | 11.514    |
| 2002 | 11.073    |
| 2010 | 08.372    |

Anmerkung: Volkszählungsdaten

## Transport
Im Süden von Nadwoizy, am Zufluss des Weißmeer-Ostsee-Kanals in den Wygosero, befindet sich der Hafen der Siedlung. Nadwoizy liegt an der Bahnstrecke Petrosawodsk – Belomorsk. Etwa 10 Kilometer westlich der Siedlung verläuft die russische Fernstraße M18 von Sankt Petersburg nach Murmansk.